# Market Square Massacre
Market Square Massacre es el primer DVD de la banda de Heavy metal Lordi. El concierto en directo fue al aire libre y gratis, y alrededor de 90.000 finlandeses se presentaron para celebrar la victoria de Lordi en el Festival de la Canción de Eurovisión 2006.

## Contenido

### Canciones en directo en The Helsinki Market Square
1. Bringing Back the Balls to Rock
2. Devil Is a Loser
3. Blood Red Sandman
4. It Snows in Hell
5. Would You Love a Monsterman?
6. Hard Rock Hallelujah

### Especial de eurovisión

#### Clasificación
1. Hard Rock Hallelujah (Directo de la clasificación para eurovisión)
2. Bringing Back The Balls To Rock (Directo de la clasificación para eurovisión)
3. Hard Rock Hallelujah (Directo tras ganar la final de eurovisión)

#### Documental
Hello Athens Documentaries

### The Kin Movie
1. La película The Kin
2. Galería
3. Storyboard
4. Making of

### Videoclips
1. Would You Love A Monsterman? (2006)
2. Who's Your Daddy?
3. Hard Rock Hallelujah
4. Blood Red Sandman
5. Devil Is A Loser